# Bolbelasmus bocchus bocchus
Bolbelasmus bocchus bocchus es una subespecie de coleóptero de la familia Geotrupidae.

## Distribución geográfica
Habita en España, Portugal y África del Norte.